# Sid Vicious
Simon John Ritchie (Londres 10 de mayo de 1957-Nueva York, 2 de febrero de 1979), conocido como Sid Vicious, fue un músico inglés, considerado una de las figuras más importantes de la primera ola del punk de la década de 1970. Fue bajista y corista de Sex Pistols desde febrero de 1977 hasta mediados de 1978. 
Antes de unirse a los Sex Pistols, fue miembro de otra banda punk, The Flowers of Romance, en la que cantaba y tocaba varios instrumentos. Con Sex Pistols grabó un álbum en 1977, Never Mind the Bollocks, Here's the Sex Pistols. En enero de 1978, tras la marcha del cantante Johnny Rotten, la banda se disolvió. En los meses siguientes, Vicious grabó una serie de canciones para The Great Rock 'n' Roll Swindle (1980), película sobre la historia de la banda protagonizada por Malcolm McLaren (agente de los Pistols).
Durante su breve pero caótica estancia en Sex Pistols, conoció a la que se convertiría en su pareja y agente, Nancy Spungen. Ambos entraron en una destructiva relación dependiente del uso de drogas que culminó con la muerte de Spungen el 12 de octubre de 1978, en la habitación número 100 del Hotel Chelsea, donde se hospedaban. Vicious fue arrestado y acusado de asesinato en segundo grado, aunque tiempo después fue puesto en libertad provisional. También fue condenado por asalto tras atacar a Todd Smith en un concierto, y se sometió a un programa de rehabilitación en la prisión Rikers Island.
Para celebrar la salida de Vicious de la cárcel, su madre le organizó una fiesta. Al finalizar, consumió heroína; más tarde, mientras dormía, falleció de una sobredosis.

## Biografía

### Primeros años
Simon John Ritchie nació en el barrio londinense de Lewisham el 10 de mayo de 1957. Su madre, Anne McDonald, abandonó la escuela para unirse a la Real Fuerza Aérea Británica, donde tiempo después conoció al padre de Vicious, John Ritchie, que trabajaba como guardia del Palacio de Buckingham y también tocaba el trombón de manera amateur en clubes de jazz. Un tiempo después de su nacimiento, su padre los abandonó y McDonald decidió trasladarse a Ibiza, donde se casó nuevamente en 1965 con Christopher Beverley. La familia volvió a  Kent (Inglaterra), y Vicious comenzó a utilizar el apellido de su padrastro, haciéndose conocer así bajo el nombre «John Beverley». Este falleció a causa de un cáncer seis meses después de casarse con Anne. En 1968, Vicious y su madre se mudaron a un piso alquilado en Tunbridge Wells y el joven comenzó a asistir al colegio Sandown Court. Tres años después se mudaron al barrio de Hackney, situado al este de Londres. Durante este tiempo, asistió al Hackney Technical College, institución donde conoció a John Lydon, quien más tarde describió a Vicious como «un fan de David Bowie».
A los diecisiete años, visitaba con frecuencia la entonces poco conocida tienda de ropa «SEX» de Malcolm McLaren y Vivienne Westwood, que más tarde se convertiría en un foco de la escena punk rock y en la que se reunían algunos de sus futuros participantes. Su nombre artístico, «Sid Vicious», fue inventado por John Lydon, cuando su hámster, llamado Sid, mordió a Ritchie, que exclamó: «Sid is really vicious!» (¡Sid es realmente despiadado!) Por entonces vivía con Lydon, John Wardle (conocido como Jah Wobble) y John Gray. El grupo era conocido como «The Four Johns». Según Lydon, Sid y él ocasionalmente bailaban y cantaban en la calle por dinero y Sid también tocaba la pandereta. Ambos realizaban versiones, generalmente de Alice Cooper. En una ocasión, un hombre llegó a darles tres chelines.
En 1976 se unió al llamado Bromley Contingent. Comenzó su carrera como cantante de The Flowers of Romance junto al cofundador de The Clash, Keith Levene, y Palmolive y Viv Albertine, quienes más tarde formaron The Slits. Ese año también tocó la batería para Siouxsie and The Banshees en su primer show en el 100 Club Punk Festival.
Vicious, junto a Dave Vanian, fue valorado como posible vocalista principal de The Damned, pero no se presentó a la audición y Vanian quedó como cantante. Posteriormente Vicious sostuvo que «Vanian y sus asociados» le habían ocultado la información de la audición y, durante la presentación del grupo en la segunda noche del 100 Club Punk Festival, intento agredir a Vanian arrojándole un vaso. El vaso se hizo añicos y las astillas hirieron a una chica en un ojo, que le quedó ciego. Vicious fue encerrado en el Ashford Remand Centre. Previamente, había atacado al crítico musical Nick Kent con una cadena de bicicleta. Según Malcolm McLaren, fue «su mejor credencial» para entrar a Sex Pistols.

### Sex Pistols (1977-1978)

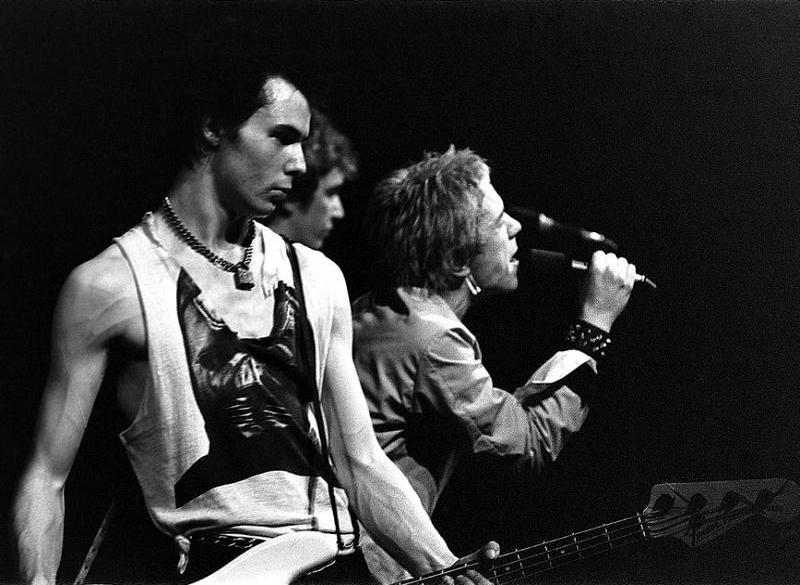
Vicious (izquierda) junto a Johnny Rotten (derecha) y Steve Jones (al fondo) en una actuación de Sex Pistols en Trondheim (Noruega), el 21 de julio de 1977

De acuerdo con diversas biografías (tales como England's Dreaming de Jon Savage) e incluso con la película The Filth and the Fury, Vicious se unió a Sex Pistols en febrero de 1977, tras la salida del bajista Glen Matlock. Uno de los principales motivos por los que fue aceptado era que tenía una amistad íntima con el cantante, John Lydon (ya conocido como Johnny Rotten), y era también conocido como «el seguidor definitivo de Sex Pistols». Julien Temple, entonces un estudiante contratado para crear un audiovisual sobre la banda, opinaba que «Sid era el protegido de John en la banda. Los otros dos simplemente pensaban que estaba loco». En los inicios del grupo, Vivienne Westwood le recomendó a McLaren que contratara a Vicious como cantante de los Sex Pistols, pero este, por error, reclutó a Johnny Rotten. A pesar de no tener ninguna experiencia tocando el bajo, Vicious fue incluido en la banda debido a su reputación en la escena punk. Incluso McLaren llegó a decir: «Si Rotten es la voz del punk, Vicious es la actitud»,[cita requerida] «cuando se unió, Sid no sabía tocar la guitarra, pero su locura encajaba en la estructura de la banda. Era el caballero de reluciente armadura con un puño gigante». No obstante, Lydon comentó más tarde: «Los primeros ensayos en marzo de 1977 con Sid fueron infernales. Él lo intentaba en serio y ensayaba mucho».
Su pertenencia a Sex Pistols tuvo un efecto progresivamente destructivo en él: «En aquel momento, Sid era absolutamente infantil. Todo era divertido y gracioso. De repente era una gran estrella, y tener este estatus significaba prensa, una buena oportunidad para que se le viera en todos los sitios correctos, adoración. Eso es lo que todo ello significaba para Sid». Vicious debutó con la banda en el Notre Dame Hall de Londres el 28 de marzo de 1977. En septiembre la banda comenzó a grabar las canciones de su álbum debut, Never Mind the Bollocks, Here's the Sex Pistols. Pero fue Steve Jones quien finalmente tocó la mayoría de las partes de bajo durante las grabaciones del disco. El bajo de Vicious está presente en la canción «Bodies» de la edición original del álbum. Jones recordaría, «[Vicious] tocó su porquería de parte y simplemente  se lo dejamos hacer. Cuando se fue, grabé un trozo encima, dejando la parte de Sid floja. Creo que es escasamente audible en la pista».

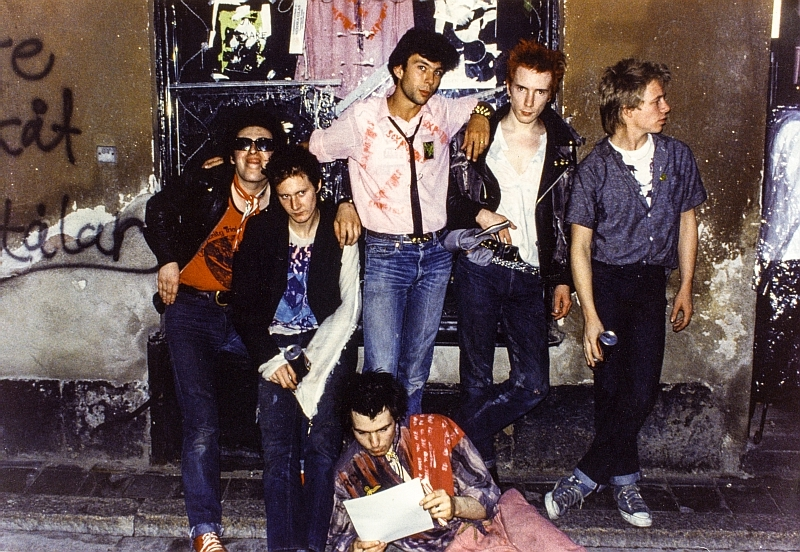
Sex Pistols, junto a Thomas Dellert, en 1978 (Vicious en el suelo).

Durante la gira de la banda por Estados Unidos en enero de 1978, Vicious desarrolló una fuerte adicción a la heroína. Poco después de comenzar la gira, se marchó del hotel Holiday Inn en Memphis en busca de drogas y lo encontraron en un hospital, con las palabras «gimme a fix» («dame una dosis») grabadas en el pecho con un cuchillo. Posteriormente, Vicious golpeó a un espectador con el bajo en la cabeza durante un concierto en la ciudad texana de San Antonio. Debido a  las crecientes discusiones con los demás miembros del grupo, Rotten abandonó Sex Pistols el 17 de enero de 1978, finalizando así la gira por el país. Tras esto, Vicious fue llevado a Nueva York por un amigo, donde fue hospitalizado debido a su muy mal estado. Malcolm McLaren buscaba la forma de reconstruir la banda con un nuevo líder, y consideraba a Vicious su primera elección. A cambio de aceptar grabar «My Way», el bajista le pidió que firmara un documento en que declaraba que ya no era su agente. Ya en Londres, Vicious hizo sus últimas actuaciones como miembro de Sex Pistols, en las que grabó y filmó dos versiones de canciones de Eddie Cochran. En septiembre regresó a Nueva York, con lo que terminó su paso por la banda.

### Asesinato de Nancy Spungen
A comienzos de 1977, Vicious comenzó una relación amorosa con Nancy Spungen, una groupie estadounidense. Ambos eran adictos a la heroína, lo que los llevó al aislamiento social y la alienación. Lydon, que los había presentado, posteriormente culpó a Spungen de la adicción de Vicious: «hicimos todo lo posible por deshacernos de Nancy... Lo estaba matando. Yo estaba absolutamente convencido de que esta chica estaba en una misión de lento suicidio... Solo que no quería irse sola. Quería llevarse consigo a Sid... Era una loca de mierda y mala».
A pesar de las constantes peleas de la pareja, Spungen se convirtió en la representante de Vicious tras la separación de Sex Pistols y organizó algunos conciertos. Sin embargo, las actuaciones del bajista eran mediocres, debido a su adicción a las drogas. Ambos pasaban la mayor parte de su tiempo consumiendo heroína, barbitúricos y morfina sintética en la habitación número 100 del Hotel Chelsea. Posteriormente, Vicious grabó un álbum en directo, acompañado por The Idols, banda en la que estaban Arthur Kane y Jerry Nolan de New York Dolls. Se editó póstumamente con el título Sid Sings a finales de 1979.
En la mañana del 12 de octubre de 1978, Spungen apareció muerta desangrada y con una puñalada en el abdomen. Vicious afirmó que habían consumido drogas y cuando se despertó la encontró tirada en el baño de su habitación, vestida solo con su ropa interior. Al llegar la policía, confesó que él había cometido el crimen; fue arrestado y acusado de homicidio. Posteriormente, frente al juez se declaró inocente y fue puesto en libertad bajo fianza de cincuenta mil libras esterlinas. 

#### Reacciones
Varias personas relacionadas con el músico cuestionaron que hubiera sido el autor del crimen. En una entrevista de la época, McLaren dijo: «no puedo creer que estuviese envuelto en algo así. Sid tenía previsto casarse con Nancy en Nueva York. Estaban muy unidos y mantenían una relación muy apasionada».
Alan Parker, periodista y director del documental ¿Quién mató a Nancy? sugirió, según testimonios, que el asesino pudo haber sido alguien de nombre Michael. «No sabemos su apellido, solo sabemos que andaba en el medio [...] Estaba exhibiendo mucho dinero y se jactaba de que había robado en la habitación y que Sid estaba ahí y que Nancy estaba muerta y todo eso. Hubo gente que también lo vio por la noche, y tenemos declaraciones de testigos. Fue visto en la habitación, fuera de la habitación y en otro piso del Chelsea, jactándose de haber reunido todo ese dinero, que mostró envuelto en el lazo de pelo de Nancy».

### Arresto por asalto
La fianza fue pagada por Virgin Records a petición de McLaren. Al principio, la idea era que Vicious grabara un álbum con Steve Jones y Paul Cook, para recaudar fondos para su defensa. Sin embargo, al poco tiempo, Vicious estampó una jarra de cerveza en la cara de Todd Smith, el hermano de Patti Smith, en un concierto de Skafish en el club Hurrah de Nueva York. Fue arrestado el 9 de diciembre de 1978 y enviado a la cárcel de Rikers Island durante cincuenta y cinco días para su desintoxicación, lo que acabó con su adicción. Fue liberado bajo fianza el 1 de febrero de 1979, fijada inicialmente en 50000 dólares estadounidenses, aunque posteriormente se rebajó tras su declaración en el juzgado y las apelaciones de su abogado. McLaren recaudó el dinero que finalmente pagó Virgin Records. John Lydon declaró que Mick Jagger intervino y pagó el abogado de Vicious y agradeció al cantante de The Rolling Stones por no hacer público el gesto.

### Fallecimiento
El 1 de febrero de 1979 se hizo una fiesta para festejar su liberación en la casa de su nueva novia, Michelle Robinson. En ese momento, Vicious estaba limpio de drogas, gracias al programa de desintoxicación en la cárcel. Sin embargo, en la fiesta consiguió un poco de heroína y le pidió a Robinson que se la inyectase, pero ella se negó. Aproximadamente a las tres de la madrugada, la pareja se fue a la cama. A la mañana siguiente, Robinson encontró el cuerpo de Vicious, que había sufrido una sobredosis de heroína. Murió antes de ser juzgado y con tan sólo 21 años de edad.
Unos días después de ser incinerado, su madre encontró una nota de suicidio en el bolsillo de su chaqueta que decía: «Hicimos un pacto de muerte, yo tengo que cumplir mi parte del trato. Por favor, entiérrenme al lado de mi nena. Entiérrenme con mi chaqueta de piel, vaqueros y botas de motociclista. Adiós». Sobre lo ocurrido, Lydon dijo: «Pobre Sid. La única manera que tenía de estar a la altura de lo que quería que la gente pensara de él era muriendo. Fue trágico, pero más para Sid que para los demás. Realmente compró su imagen pública».

## Influencias culturales

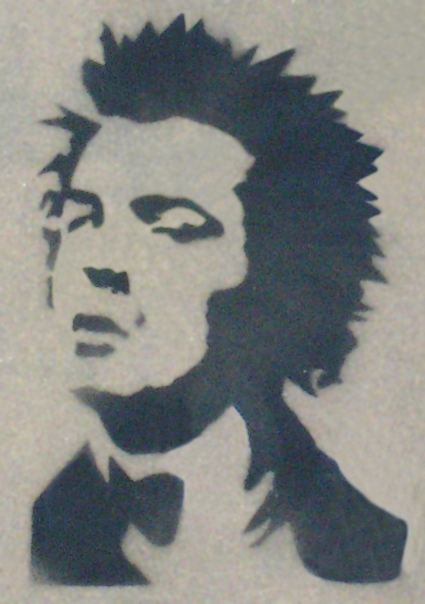
Una pintada de Vicious en Madrid

A los veintiún años, Vicious ya era un «icono para vender camisetas». Aunque su manera de morir para muchos significó el fracaso de las ambiciones sociales del punk, cimentó su imagen de arquetipo de joven maldito.
En 1986 se estrenó la película Sid y Nancy, de Alex Cox, en la que Vicious es interpretado por Gary Oldman. En su autobiografía, Lydon critica duramente la película, porque «elogia la adicción a la heroína» y por «humillar la vida de Vicious».
En el episodio de la serie Los Simpson «Love, Springfieldian Style», se hace referencia al romance entre Sid y Nancy, con Nelson Muntz retratando al bajista y Lisa a Spungen.
El 20 de enero de 2009, la BBC emitió un documental de treinta minutos sobre Sid Vicious titulado In Search of Sid, grabado por el músico Jah Wobble.

## Discografía

### Con Sex Pistols
- 1977: Never Mind the Bollocks, Here's the Sex Pistols
- 1978: The Great Rock 'n' Roll Swindle

### Con Vicious White Kids
- 1978: Vicious White Kids Live

### Compilaciones y álbumes en vivo
- 1979: Some Product: Carri on Sex Pistols
- 1979: Sid Sings
- 1980: Flogging a Dead Horse
- 1992: Kiss This
- 1993: The Idols with Sid Vicious
- 1996: Spunk
- 1996: Filthy Lucre Live
- 2000: The Filth and the Fury
- 2002: Jubilee
- 2002: Sex Pistols Boxed Set
- 2025: Live In The U.S.A 1978